# Поллі Гіггінс
Полін Гелен «Поллі» Гіггінс (англ. Polly Higgins; 4 липня 1968 — 21 квітня 2019) — шотландська адвокатеса, письменниця та екологічна лобістка, яку Джонатан Воттс описав у своєму некролозі в The Guardian як «одну з найбільш надихаючих постатей у зелений рух». Вона залишила свою кар'єру юриста, щоб зосередитися на захисті захисту навколишнього середовища, і безуспішно лобіювала правову комісію ООН, щоб визнати екоцид міжнародним злочином. Гіггінс написала три книги, у тому числі «Викорінення екоциду», та створла групу «Захисники Землі», щоб зібрати кошти на підтримку справи.

## Молодість і освіта
Гіггінс виросла у Блейнфілді на південь від межового розлому Хайленд біля підніжжя Кемпсі-Хіллз у Шотландії. Її батько був метеорологом під час Другої світової війни, а мати — художницею. Сімейна прихильність до питань клімату та екології вплинула на її ранні роки. Після закінчення коледжу святого Алоїзія в єзуїтській школі Глазго (1986) вона здобула перший ступінь в Абердінському університеті (1990), а також отримала диплом першого класу в Утрехтському університеті та ступінь аспіранта в Університеті Глазго (1991). Під час навчання в університеті вона співпрацювала з Фріденсрайхом Гундертвассером, художником і екологічним активістом з Австрії. Пізніше вони поїхали до Відня, де на неї вплинув європейський екологічний рух. У 2013 році Гіггінс отримала звання почесного доктора Business School Lausanne, Швейцарія.
Вона вивчала право в Лондонському Міському університеті та Школі права Іннс-оф-Корт у Лондоні; у 1998 році її покликали до адвокатури (в Англії). Вона працювала юристом у Лондоні, спеціалізуючись на корпоративному праві та працевлаштуванні.

## Адвокація
Наприкінці трирічної справи, представляючи особу, яка отримала травму на роботі, Гіггінс описала, як дивилася у вікно апеляційного суду і думала: «Землі також завдають шкоди, і нічого не робиться з цим». та «землі потрібен хороший адвокат». Згодом вона припинила практику адвоката, щоб зосередитися на захисті міжнародного права, яке притягуватиме до відповідальності керівників підприємств і уряди, притягуючи їх до кримінальної відповідальності за шкоду, яку вони завдають довкіллю. Джордж Монбіот описує вплив, який це може мати.
У 1996 році екоцид був запропонований як один із міжнародних злочинів проти миру, але його не вдалося включити до остаточного Римського статуту Міжнародного кримінального суду. Гіггінс почала кампанію за його включення приблизно у 2009 році. У 2010 році вона пояснила, що екоцид «призводить до виснаження ресурсів, а там, де відбувається ескалація виснаження ресурсів, слідує війна. Якщо таке знищення є результатом дій людства, екоцид можна розглядати як злочин проти миру». Вона лобіювала правову комісію ООН, щоб визнати екоцид міжнародним злочином, але на момент її смерті ця мета не була досягнута.
У рамках своєї кампанії Гіггінс написала «Eradicating Ecocide» і заснувала групу збору коштів Earth Protectors. Вона була засновницею Альянсу права землі. У 2009 році журнал The Ecologist назвав Гіггінс «одним із десяти найкращих далекоглядних мислителів світу». Вона посіла 35 місце в списку 100 найкращих надихаючих жінок світу за 2016 рік журналу Salt.

## Особисте життя
Покинувши Шотландію, Гіггінс жила у Лондоні, а пізніше оселилася поблизу Страуда, графство Глостершир. Вона була одружена з Ієном Лоурі, суддею та королівським радником.
У березні 2019 року Джордж Монбіот заявив, що Гіггінс діагностували рак у термінальній стадії. Вона померла 21 квітня 2019 року у віці 50 років, похована в Сладі, графство Глостершир.

## Знакові видання
Книги
- Eradicating Ecocide: Laws and Governance to Prevent the Destruction of Our Planet (2010)[17]
- Earth Is Our Business: Changing the Rules of the Game (2012) (ISBN 978-0856832888)
- I Dare you to be Great (2014) (ISBN 978-1909477469)
- Dare to be Great (2020) (ISBN 978-0750994101) (re-publication with new introduction & appendices)

Журнали
- Higgins, Polly; Short, Damien; South, Nigel (2013). Protecting the planet: A proposal for a law of ecocide. Crime, Law and Social Change. 59 (3): 251—266. doi:10.1007/s10611-013-9413-6.

## Відзнаки та визнання
- 1998 — Виклик в адвокатуру
- 2009 — The Ecologist — один із десяти найкращих далекоглядних мислителів світу, який «продемонстрував чітке бачення кращого світу»
- 2010-11 — Народна книжкова премія — Нон-фікшн — Викорінення екоциду Поллі Гіггінс.
- 2012 — Меморіальна лекція до 50-ї річниці Рейчел Карсон 2012 (Лондон і Нідерланди) — «Закінчення ери екоциду» (Екоцид — п'ятий злочин проти миру)
- 2013-14 рр. — Арне Несс професорська кафедра (неакадемічна) з глобальної справедливості та навколишнього середовища в Університеті Осло, Норвегія
- 2016 — Журнал Salt: — 100 найкращих надихаючих жінок світу за версією Salt і Diageo, № 35 Поллі Гіггінс.
- 2017 — Честь Ekotopfilm, Словаччина, «Її пропозиція розширити юрисдикцію Міжнародного кримінального суду визначить екоцид як міжнародний злочин поряд із геноцидом, військовими злочинами, злочинами проти людства та злочинами агресії».
- 2019 — Ekotopfilm, Словаччина — Приз Міжнародного журі пам'яті Поллі Гіггінс.

### Шотландські відзнаки
- Королівське шотландське географічне товариство: — Медаль Шеклтона, 2018

## Нагороди
У 2011 році «Викорінення екоциду» було визнано переможцем національної Народної книжкової премії за нон-фікшн У 2012 році Гіггінс прочитала меморіальну лекцію Рейчел Карсон. Вона мала почесне (неакадемічне) звання професора Арне Несса в Університеті Осло (2013–14) і отримала ступінь почесного доктора бізнес-школи Лозанни, Швейцарія (2013). У 2018 році вона була нагороджена почесною стипендією Королівського шотландського географічного товариства Її інші нагороди включають Polarbröd Utstickarpriset for Future Leadership (2016) і словацьку премію Ekotopfilm (2017).